# Amours fragiles
Amours fragiles est une série belge francophone de bande dessinée publiée aux éditions Casterman à partir de 2001 et qui comprend 9 tomes -série terminée en septembre 2023 ; initialement 10 tomes étaient prévus jusqu'à la parution du tome 8 ou le nombre a été ramené à 9 (tel qu'indiqué sur le quatrième de couverture du tome 8).

## Synopsis
La série retrace depuis le début des années 1930 jusqu'à quelques années après la Seconde Guerre mondiale, la vie personnelle d'un jeune Allemand au travers d'évènements historiques (arrivée au pouvoir d'Hitler, occupation et résistance en France, guerre sur le front de l'Est, tentative d'assassinat d'Hitler...). Elle est scénarisée par Philippe Richelle et dessinée par Jean-Michel Beuriot.

## Tomes
La série comprend neuf tomes (série terminée en 2023).
- Amours fragiles, Casterman :

1. Le dernier printemps, 2001  (ISBN 2-203-38896-X)[3]
2. Un été à Paris, 2006  (ISBN 2-203-38934-6)[4]
3. Maria, 2007  (ISBN 978-2-203-39176-5)[5].
4. Katarina, 2009  (ISBN 978-2-203-01222-6)
5. Résistance, 2011  (ISBN 978-2-203-01223-3)
6. L'armée indigne, 2013  (ISBN 978-2-203-04737-2)[6]
7. En finir..., 2015  (ISBN 978-2-203-04738-9)[7])
8. Le Pacte, 2023  (ISBN 978-2-203-06222-1)[8]
9. Crépuscule, 2023  (ISBN 978-2-203-23671-4)[9]

## Distinctions

### Prix
- Bedelys d'or (meilleur album de l'année), Montréal, 2001, pour Le Dernier printemps[10],[11][source insuffisante] ;
- Prix du jury œcuménique, Angoulême, 2002, pour Le Dernier printemps[11] ;
- Second lauréat au prix de la ville de Genève pour la bande dessinée, 2002, pour Le Dernier printemps[11] ;
- Prix Bulle d'or de Brignais 2007, pour l'ensemble de la série[11],[12].
- 2016 : Prix Diagonale de la meilleure série[13].

### Nominations
- Nomination au prix du scénario, Angoulême, 2002, pour Le Dernier printemps[11] ;
- Nomination au prix de la bande dessinée historique des Rendez-vous de l'histoire, Blois, 2006, pour Un été à Paris[11] ;
- Nomination au prix Albert-Uderzo, 2006, pour Un été à Paris[11].

### Documentation

#### Ouvrages pédagogiques
- Philippe Richelle et Jean-Michel Beuriot et après-texte établis par Philippe Tomblaine, Amours fragiles : Le Dernier Printemps, Paris, Magnard, 2010, 111 p. (ISBN 978-2-210-76159-9), p. 106-108. .

#### Articles
- Patrick Pinchart, « Les Bédélys ont été remis à Montréal », ActuaBD,‎ 11 décembre 2001 (lire en ligne, consulté le 13 juin 2022)